# Franck Panel
Franck Panel (* 15. April 1968) ist ein französischer Badmintonspieler. 

## Karriere
Franck Panel gewann 1985 und 1986 zwei französische Juniorenmeisterschaften, bevor er 1989 erstmals bei den Erwachsenen erfolgreich war. Drei weitere Titel folgten bis 1991. Im letztgenannten Jahr nahm er auch an der Badminton-Weltmeisterschaft teil.

## Sportliche Erfolge
| Saison    | Veranstaltung                      | Disziplin    | Platz | Name                            |
| --------- | ---------------------------------- | ------------ | ----- | ------------------------------- |
| 1984/1985 | Französische Juniorenmeisterschaft | Herrendoppel | 1     | Franck Panel / Stéphane Renault |
| 1985/1986 | Französische Juniorenmeisterschaft | Herrendoppel | 1     | Franck Panel / Stéphane Renault |
| 1988/1989 | Französische Meisterschaft         | Herreneinzel | 1     | Franck Panel                    |
| 1989/1990 | Französische Meisterschaft         | Herreneinzel | 1     | Franck Panel                    |
| 1989/1990 | Französische Meisterschaft         | Herrendoppel | 1     | Franck Panel / Stéphane Renault |
| 1990/1991 | Französische Meisterschaft         | Herrendoppel | 1     | Franck Panel / Stéphane Renault |
| 1991      | Weltmeisterschaft                  | Herrendoppel | 17    | Franck Panel / Stephane Renault |